# Pittston
Pittston é uma cidade localizada no estado norte-americano de Pensilvânia, no Condado de Luzerne.

## Demografia
Segundo o censo norte-americano de 2000, a sua população era de 8104 habitantes.
Em 2006, foi estimada uma população de 7658, um decréscimo de 446 (-5.5%).

## Geografia
De acordo com o United States Census Bureau tem uma área de
4,5 km², dos quais 4,1 km² cobertos por terra e 0,4 km² cobertos por água. Pittston localiza-se a aproximadamente 215 m acima do nível do mar.

## Localidades na vizinhança
O diagrama seguinte representa as localidades num raio de 4 km ao redor de Pittston.